# USS S-38 (SS-143)
USS S-38 (SS-143) – jednokadłubowy okręt podwodny z okresu międzywojennego i drugiej wojny światowej amerykańskiego typu S-1, będącego trzonem amerykańskiej floty podwodnej w dwudziestoleciu międzywojennym. Zwodowany 17 czerwca 1919 roku w stoczni Union Iron Works, został przyjęty do służby w marynarce amerykańskiej 11 maja 1923 roku. Służył w amerykańskiej Flocie Azjatyckiej, natomiast 12 grudnia 1941 roku zatopił norweski statek „Hydra II”, co stanowiło pierwszy skuteczny atak amerykańskiego okrętu podwodnego na wojnie na Pacyfiku. 14 grudnia 1944 roku okręt został wycofany ze służby, po czym zatopiony jako okręt-cel.

## Konstrukcja
Stępkę pod okręt położono 15 stycznia 1919 roku w stoczni Union Iron Works, po czym 17 czerwca tego samego roku okręt został zwodowany, a po wyposażeniu w stoczni Mare Island 11 maja 1923 roku wszedł do służby w amerykańskiej flocie podwodnej.
S-38 był przedstawicielem pierwszej serii okrętów podwodnych typu S, opracowanego przez stocznię Electric Boat (EB) w konkursie amerykańskiej marynarki na jednostki typu S. Zgodnie z projektem EB, w odróżnieniu od jednostek typu S opracowanych przez Simone’a Lake’a oraz samą marynarkę, S-38 miał konstrukcję jednokadłubową ze zbiornikami balastowymi umieszczonymi wewnątrz kadłuba.
Kadłub miał zaokrąglony wrzecionowaty kształt z wąską nadbudówką umieszczoną w około ¾ długości w kierunku rufy, opadający później ostro w dół do sterów. Same stery umieszczone zostały na samym końcu kadłuba w linii jego osi za bliźniaczymi śrubami. S-38 wyposażony został w dwie symetrycznie ułożone pary wyrzutni torpedowych kalibru 533 mm na dziobie oraz kotwicę na sterburcie. Cechą tego okrętu był jeden z pierwszych przypadków zastosowania składających się do wnętrza kadłuba dziobowych sterów głębokości, których trzon osłaniany był kanciastą obudową. W okręcie zastosowano charakterystyczny w tym czasie dla projektów stoczni Electric Boat podział baterii akumulatorowych na dwie części, z jedną połową umieszczoną przed centrum kontroli okrętu, drugą zaś zaraz za nim. Na szczytowej krawędzi dziobu umieszczona była rura umożliwiająca zaczep do holowania okrętu, co stanowiło unikatowe rozwiązanie konstrukcyjne Electric Boat. Układ napędowy okrętu składał się dwóch silników Diesla New London Ship and Engine Company (NELSECO) o mocy 600 SHP (448 kW) każdy oraz dwóch silników elektrycznych Ridgway o mocy 750 KM (560 kW) każdy. W zanurzeniu, silniki elektryczne czerpały energię ze 120 ogniw akumulatorowych, napędzając dwa wały napędowe poruszające dwie śruby. Jak wszystkie okręty typu S, S-38 uzbrojony był 12 torped Mark X Mod 3 – po jednej w każdej z czterech umieszczonych na dziobie wyrzutni torpedowych oraz osiem torped zapasu umieszczonych w rakach przedziału torpedowego. Uzbrojenie okrętu uzupełniało jedno działo kalibru 102 mm. Zespół sensorów okrętu stanowiły natomiast peryskop oraz sonary SC i pasywny MV. S-38 wyposażony był w układ chłodzenia zimnego magazynu, co w czasie projektowania tego typu okrętów było nowością w amerykańskiej flocie podwodnej, a wkrótce po zakończeniu drugiej wojny światowej urządzenia umożliwiające przechowywanie świeżej żywności stały się standardem w okrętach tej klasy.

## Służba
Poza sporadycznymi rejsami na Alaskę w początkowym okresie służby, okręt aż do 1941 roku operował z Cavite na Filipinach, odbywając coroczne letnie rejsy do wybrzeża chińskiego. 8 grudnia po ataku na Pearl Harbor okręt opuścił Filipiny i udał się na swój pierwszy patrol bojowy. Po przejściu 9 grudnia 1941 roku przez cieśninę między Midoro a Luzonem, 12 grudnia zaatakował torpedami niezidentyfikowaną jednostkę, a według raportu po zakończonym patrolu, załoga słyszała eksplozję. Powojenny raport połączonej komisji armii i floty amerykańskiej JANAC nie uznał okrętowi tego zatopienia, zaś według Lloyd's Dictionary of Disasters at Sea sprawcą ataku na jednostkę o nośności 5000 ton był japoński okręt podwodny, jednak badania niezależnych badaczy amerykańskich, niemieckich i japońskich potwierdziły niezbicie, że 12 grudnia 1941 roku USS S-38 (SS-143) zatopił znajdujący się między Bangkokiem a Hongkongiem norweski statek handlowy „Hydra II”, zaś w tym dniu japońskie okręty podwodne nie przeprowadziły żadnego ataku. Był to trzeci atak amerykański podczas wojny na Pacyfiku i – wbrew między innymi stanowisku Naval History and Heritage Command amerykańskiej marynarki, opierającego się wciąż na JANAC – pierwszy skuteczny. Zatopiony statek – na którym śmierć poniosło 41 osób, uratowało się zaś 9 rozbitków – należał do okupowanej już przez Niemcy Norwegii, nie ma jednak wątpliwości, że wkrótce zostałby zajęty przez Japonię.
21 grudnia 1941 roku USS S-38 zatopił dodatkowo japoński statek handlowy „Hayo Maru”. Po zajęciu przez Japonię Filipin i utracie bazy w Cavite okręt wszedł w skład ABDA mającej chronić Holenderskie Indie Wschodnie. 28 lutego jednostka podjęła 54 rozbitków z brytyjskiego niszczyciela HMS „Electra” (H27), a po klęsce sił alianckich w bitwie na Morzu Jawajskim USS S-38 popłynął do Australii, gdzie 13 marca zawinął do Fremantle. 8 sierpnia 1942 roku zatopił transportowiec „Meiyo”. W listopadzie tego roku okrętu zawinął do San Diego na Zachodnim Wybrzeżu, gdzie przeszedł połączony z modernizacją remont – otrzymał wówczas między innymi nowy układ klimatyzacji oraz radar.
Po serii problemów technicznych, 14 grudnia 1944 roku okręt został wycofany ze służby, a 20 stycznia 1945 roku skreślony z listy floty. 20 lutego 1945 roku USS S-38 został zatopiony jako cel ćwiczebny w ataku bombowym.